# فونوی، موناکو
فون‌وی (به فرانسوی: Fontvieille) یک منطقه مسکونی در موناکو است.

## خصوصیات
فون‌وی ۰٫۳۲۹۵۱۶ کیلومترمربع مساحت و ۳٬۶۰۲ نفر جمعیت دارد.

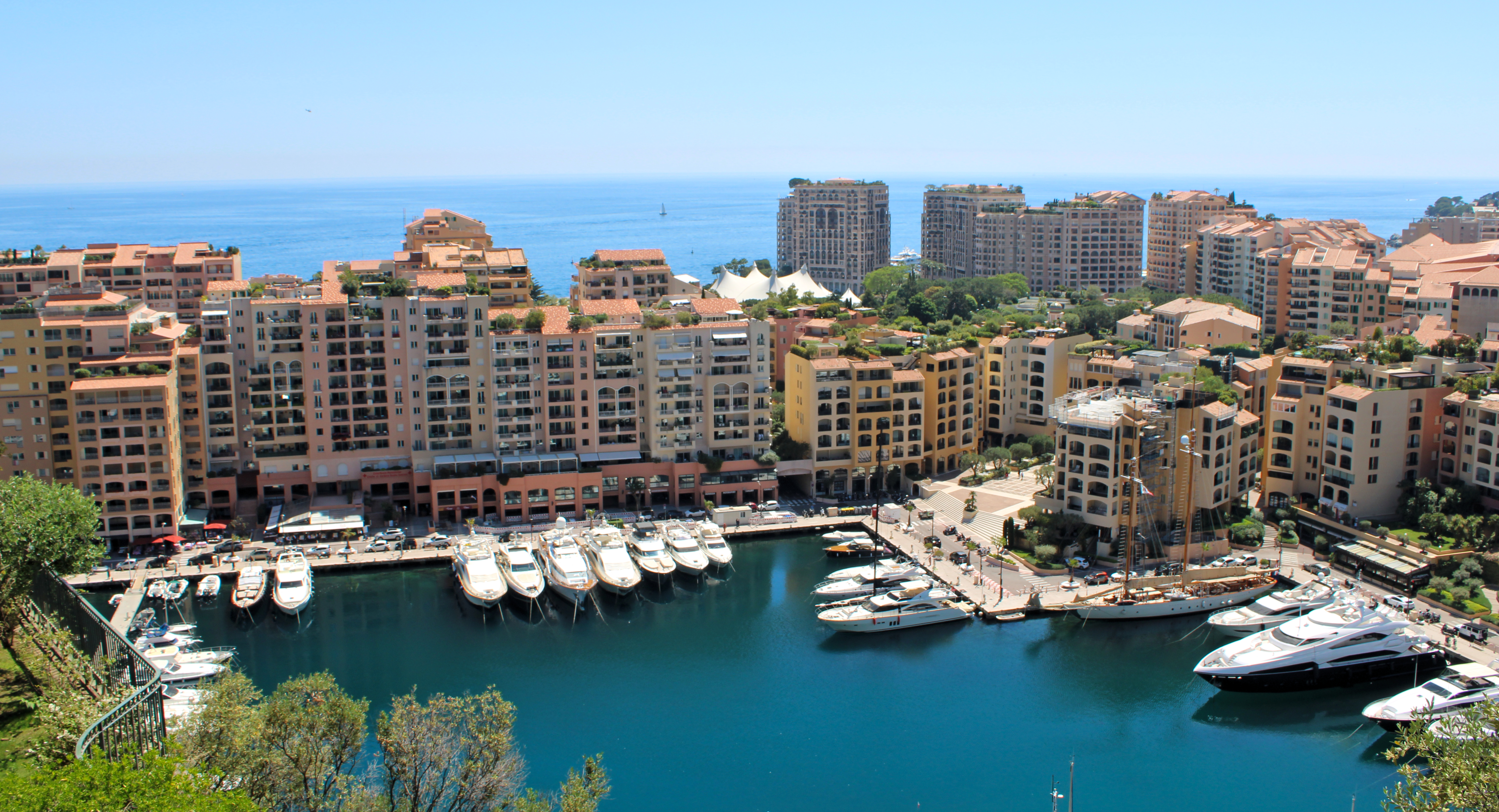

## افراد مشهور مقیم
- بیورن بوری; بازیکن تنیس سوئدی.[۲][۳]
- بوریس بکر; بازیکن تنیس آلمانی.[۲]
- دیوید کولتارد; راننده اتوموبیل اسکاتلندی.[۴]
- کن بیتس; تاجر انگلستانی.[۴]
- لوئیز همیلتون; راننده اتوموبیل انگلیسی.[۲]
- لوچیانو پاواروتی; خواننده اپرا ایتالیایی.[۲]
- میشائیل شوماخر; راننده اتوموبیل آلمانی.[۲]
- نیکو رسبرگ; راننده اتوموبیل آلمانی.[۲]